# Epifanio C. Pérez
Epifanio C. Pérez är en ort i Mexiko.   Den ligger i kommunen Cuitzeo och delstaten Michoacán de Ocampo, i den centrala delen av landet, 220 km väster om huvudstaden Mexico City. Epifanio C. Pérez ligger 1 840 meter över havet och antalet invånare är 253.
Terrängen runt Epifanio C. Pérez är platt åt sydost, men åt nordväst är den kuperad. Runt Epifanio C. Pérez är det ganska tätbefolkat, med 166 invånare per kvadratkilometer. Närmaste större samhälle är Uriangato, 17,0 km norr om Epifanio C. Pérez. Trakten runt Epifanio C. Pérez består till största delen av jordbruksmark.